# The Fable of the Manoeuvres of Joel and Father's Second Time on Earth
The Fable of the Manoeuvres of Joel and Father's Second Time on Earth' è un cortometraggio muto del 1914 diretto da E. Mason Hopper.
Il soggetto è tratto da una storia di George Ade.

## Produzione
Il film fu prodotto dalla Essanay Film Manufacturing Company.

## Distribuzione
Distribuito dalla General Film Company, il film - un cortometraggio a una bobina - uscì nelle sale cinematografiche USA il 12 agosto 1914.